# Mp3PRO
MP3PRO (escrito mp3PRO por sus desarrolladores originales) es un códec de audio que integra una técnica de reconstrucción de la señal denominada Replicación de la Banda Espectral (Spectral Band Replication, SBR) al algoritmo del famoso formato MP3, y que puede llegar a ofrecer un rendimiento similar al de un archivo o fichero MP3 convencional codificado a 128 Kbps pero ocupando la mitad del tamaño de aquel (debido a ser codificado a solo 64 Kbps). Aunque la calidad relativa de su sonido sea tal vez un poco menor, comparable a la de un MP3 común de entre 96 y 112 kbps.

## Origen
Anunciado originalmente el 9 de enero de 2001, por Mark Redmond, entonces vicepresidente de la división Worldwide Audio de la empresa Thomson Multimedia (la cual comparte la patente sobre el MP3 con la sociedad alemana de institutos Fraunhofer-Gesellschaft), comentó que "Mientras que el actual formato MP3 es bastante aceptable, nuestro objetivo es continuar modificándolo para lograr mejor rendimiento de audio".

## Generalidades
El formato mp3PRO es compatible de una manera retroactiva con el ya clásico MP3 y por lo tanto también lo es con la inmensa mayoría de los reproductores de audio (ya sean por software o portátiles). Sin embargo, a menos que se use el reproductor correspondiente, o se baje de Internet un complemento o plug-in específico (como el disponible para la versión 2.x del famoso programa Winamp), suena como un archivo MP3 codificado a solamente 64 kbps.
Al codificar sonido con mp3PRO se producen dos componentes, la parte MP3 propiamente dicha para las frecuencias bajas y la parte SBR o "PRO" para las frecuencias altas. Como la parte PRO tiene muy pocos requerimientos de memoria, la codificación se puede realizar de forma compatible con el formato MP3, lo que permite utilizar reproductores mp3 para escuchar archivos mp3PRO, ignorando la parte PRO. Los únicos requerimientos son que el reproductor acepte tasas de muestreo (sample rates) de 16, 22,05 y 24 kHz junto con 32, 44,1 y 48 kHz. Los reproductores certificados cumplen con este requerimiento, pero no es el caso de la mayoría de los reproductores portátiles fabricados durante los últimos años.
La última versión del reproductor oficial mp3PRO, la 1.4.0 (la cual solo permite generar archivos de 64 kbps), fue lanzada el 22 de agosto de 2005. Por su lado, el programa Musicmatch Jukebox permitía - desde su versión 7.2 y por lo menos hasta la 10.0, también de 2005 - generar archivos mp3PRO de hasta 96 kbps (equivalentes a un MP3 común de entre 160 y 192 kbps).

## Competidor y sucesor
Cuando se trata de almacenar la mayor calidad de audio en el menor espacio posible, mp3PRO ya ha sido superado por el perfil de alta eficiencia del formato AAC (denominado HE-AAC v2 o eAAC+), el cual tiene dos ventajas sobre el anterior mp3PRO: 1) Está basado en el formato AAC, el cual es más moderno y más eficiente que el MP3; 2) Además del SBR, agrega una técnica adicional denominada estéreo paramétrico (PS), el cual si bien almacena las señales de audio como un archivo monoaural, en el momento de reproducción logra regenerar ambos canales de sonido con una precisión relativamente alta (en particular en los ficheros codificados a tasas de bits -bitrates- muy bajas, en el rango situado entre los 24 y 48 kbps).